# Woolco
Woolco est une chaîne de magasins à rabais fondée en 1962 dans la ville de Columbus, Ohio aux États-Unis, par la F. W. Woolworth Company. Il s'agissait de grand magasins à prix réduit contrairement aux magasins tout à 5¢ et 10¢ de Woolworth qui fonctionnaient à l'époque. À son apogée, Woolco comptait des centaines de magasins aux États-Unis, ainsi qu'au Canada et au Royaume-Uni. Alors que les magasins américains ont fermé en 1983, la chaîne restait active au Canada jusqu'à ce qu'elle soit vendue en 1994 à son rival Walmart, qui cherchait à pénétrer le marché canadien. Tous les anciens magasins britanniques Woolco ont été vendus par Kingfisher, qui avait acheté l'entreprise britannique Woolworth, à Gateway, qui les a ensuite vendus à Asda.

## Histoire

### Création
La création de Woolco a coïncidé avec l'expansion de la banlieue. Les magasins phares de Woolworth se portaient toujours bien, mais la société souhaitait exploiter le marché croissant des grands magasins à rabais sans pour autant diluer sa position dominante dans le secteur des magasins à prix unique. Le premier magasin Woolco était situé à Columbus, Ohio.
En 1966, il y en avait 18 aux États-Unis et neuf au Canada. Les plans prévoyaient l'ajout de 30 magasins par année. Cela a entraîné une croissance phénoménale puisque plus de 300 magasins Woolco ont ouvert leurs portes en Amérique du Nord au milieu des années 1970. Certains magasins ont été convertis à partir des magasins réguliers Woolworth, y compris l'emplacement au Westland Mall à West Burlington, Iowa.
Au milieu des années 1960, la société a expérimenté à la fois Woolco et une unité de marchandisage plus bas de gamme appelée Worth Mart. Woolco était le gagnant final avec les clients, et les magasins de Worth Mart ont été aménagés sous la base de magasin de Woolco dans les années 1970.
Au départ, les magasins Woolco étaient considérés par la compagnie comme des "grands magasins promotionnels", avec des gammes de produits élargies et d'autres commodités que l'on ne retrouve pas habituellement dans les magasins Woolworth du même nom.
De nombreux endroits contenaient des restaurants Red Grille, un restaurant de style cafétéria, et des zones alimentaires vendant du maïs soufflé, de vrais milkshakes et d'autres aliments.
Un certain nombre de magasins Woolco ont été ouverts au Royaume-Uni pendant la même période, dont l'un à Bournemouth qui était le plus grand magasin sur un étage en Grande-Bretagne.

### Disparition
Le magasin typique de Woolco était de plus de 100 000 pieds carrés (9 290 m2), ce qui était assez grand pour un magasin à rabais à cette époque. Bon nombre de ses services (ex. chaussures et bijoux) étaient loués à des tiers, ce qui est une pratique courante chez les marchands à rabais.
À partir de la fin des années 1970, Woolworth a adopté un plan d'économies pour Woolco qui comprenait une réduction de l'espace au sol pour les plus grandes surfaces, l'élimination de la plupart des départements loués et une expansion dans des magasins aussi petits que 60 000 pieds carrés (5 574 m2). Pendant cette période, l'espace excédentaire dans certains grands magasins Woolco est allé à un détaillant de vêtements hors-prix appartenant à Woolworth, appelé J. Brannam, qui était l'abréviation de "Just Brand Names".
En 1979, il devint clair que le plan d'économie précédent ne suffirait pas à sauver Woolco, aussi Woolworth combina l'unité d'exploitation de magasins à rabais avec ses magasins de variétés et commença à fermer des magasins sur des marchés non rentables, notamment à Chicago (Illinois).

### Fermeture
Woolco a cessé ses activités aux États-Unis en janvier 1983, avec la fermeture de 336 magasins,. Le stock de Woolco était évalué à environ 1 milliard de dollars, ce qui fait de la liquidation de Woolco la plus importante de l'histoire des États-Unis à cette époque. Cependant, la division canadienne d'environ 120 magasins est demeurée ouverte.
En 1982, les magasins britanniques Woolco ont été convertis en magasins réguliers Woolworth et ont été scindés avec la chaîne britannique Woolworths la même année. Ces grands magasins ont ensuite été vendus par Kingfisher plc à Gateway en 1986, puis Gateway a de nouveau vendu les magasins, cette fois à Asda en 1988.
En 1990, 26 magasins Woolworth au Canada ont été convertis en Woolco en raison de leur plus grande taille. Le 14 janvier 1994, afin de rembourser la dette de 1,7 milliard de dollars contractée dans le cadre de l'expansion de magasins spécialisés à l'échelle internationale, la Woolworth Corporation a vendu la plupart des magasins de Woolco Canada à Walmart. Walmart n'a pas acquis les magasins Woolco qui étaient syndiqués ou qui avaient des succursales au centre-ville. Certains magasins Woolco ont été vendus et rouverts en tant que magasins Zellers.
Au Royaume-Uni, Kingfisher plc a tenté de faire revivre le style de Woolco avec la chaîne Big W (Royaume-Uni) (en) en 1999, qui a été couronnée de succès, mais a souffert lorsque Woolworths s'est scindée en 2001 et en 2004, Woolworths Group PLC a abandonné la chaîne Big W et vendu certains de ses magasins à des chaînes de supermarchés Asda et Tesco. Woolworths a rebaptisé les magasins Big W qu'ils gardaient sous leur propre nom et ils sont restés jusqu'à l'administration de Woolworths en 2008.

### Canada
Dans un marché de détail plus petit et moins achalandé, Woolco a eu un impact plus important au Canada qu'aux États-Unis. Il y avait 160 magasins au Canada à la dissolution, la chaîne ayant survécu 11 autres années au Canada après la fermeture aux États-Unis avant de disparaître après avoir été rachetée par Walmart. Ils étaient si bien connus que les auteurs-compositeurs canadiens Leon Dubinsky et Max MacDonald ont même écrit une chanson populaire intitulée "Working at the Woolco Manager Trainee Blues" (1977). Pendant les années 1970 et 1980, les magasins canadiens étaient bien connus pour leurs "jours à 1.44 $" mensuels, où de nombreux articles étaient vendus au prix de 1,44 $ CAD. Les concurrents Woodward's et Eaton's avaient les "jours à 1,49 $" habituellement le premier lundi de chaque mois. La plupart des magasins contenaient également un service de réparation automobile et de pneus. La plupart des magasins au Canada avaient une section de restaurant en magasin. Ces restaurants étaient nommés Red Grille ou Strawberry Street Cafeteria, sauf dans la province de Québec où ils étaient nommés Café Rouge ou Moisson d'Or.